# Overlangs

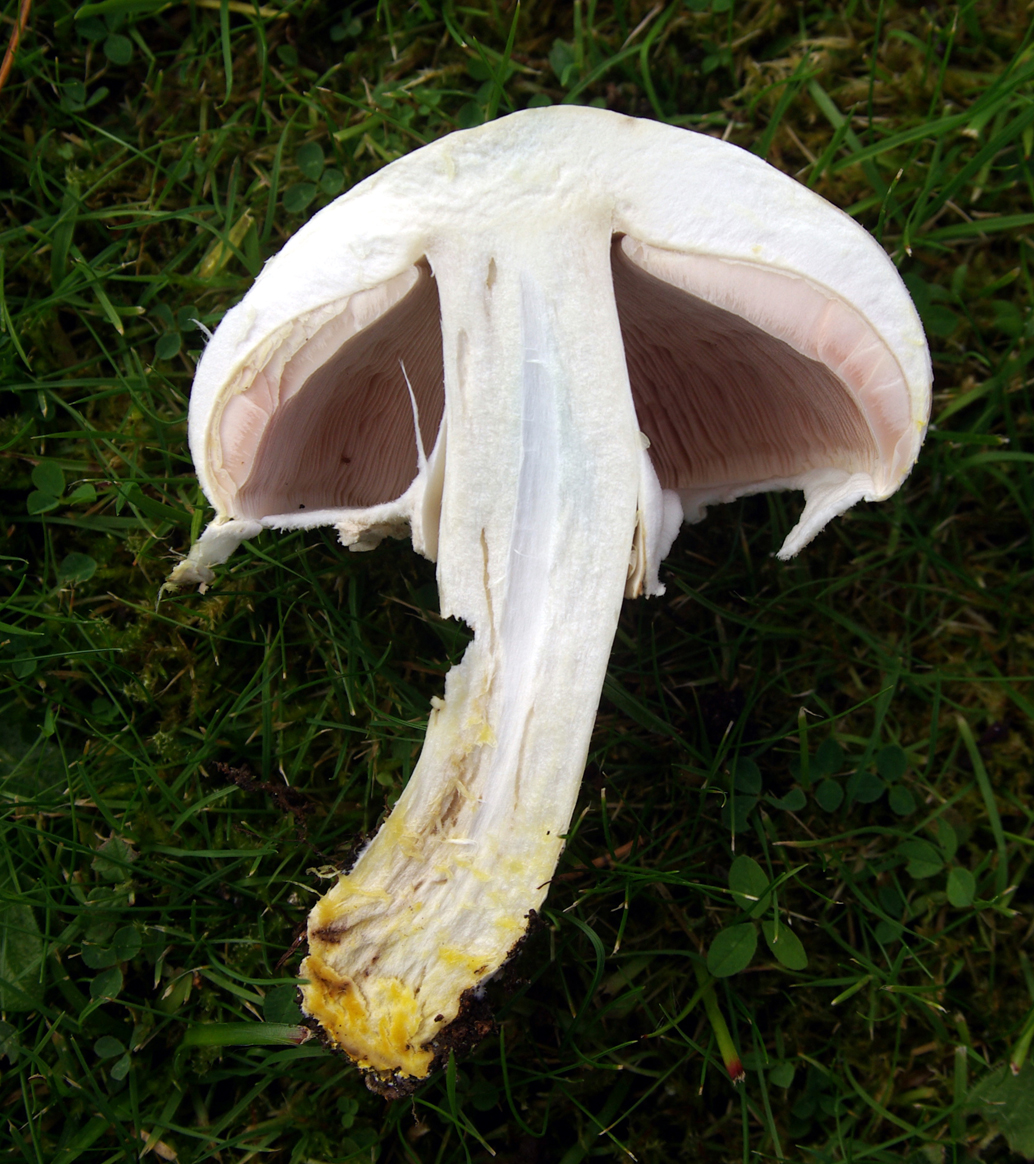
Overlangse doorsnede van de karbolchampignon

Overlangs of longitudinaal betekent in de lengterichting. De term wordt vaak in de plantkunde gebruikt.

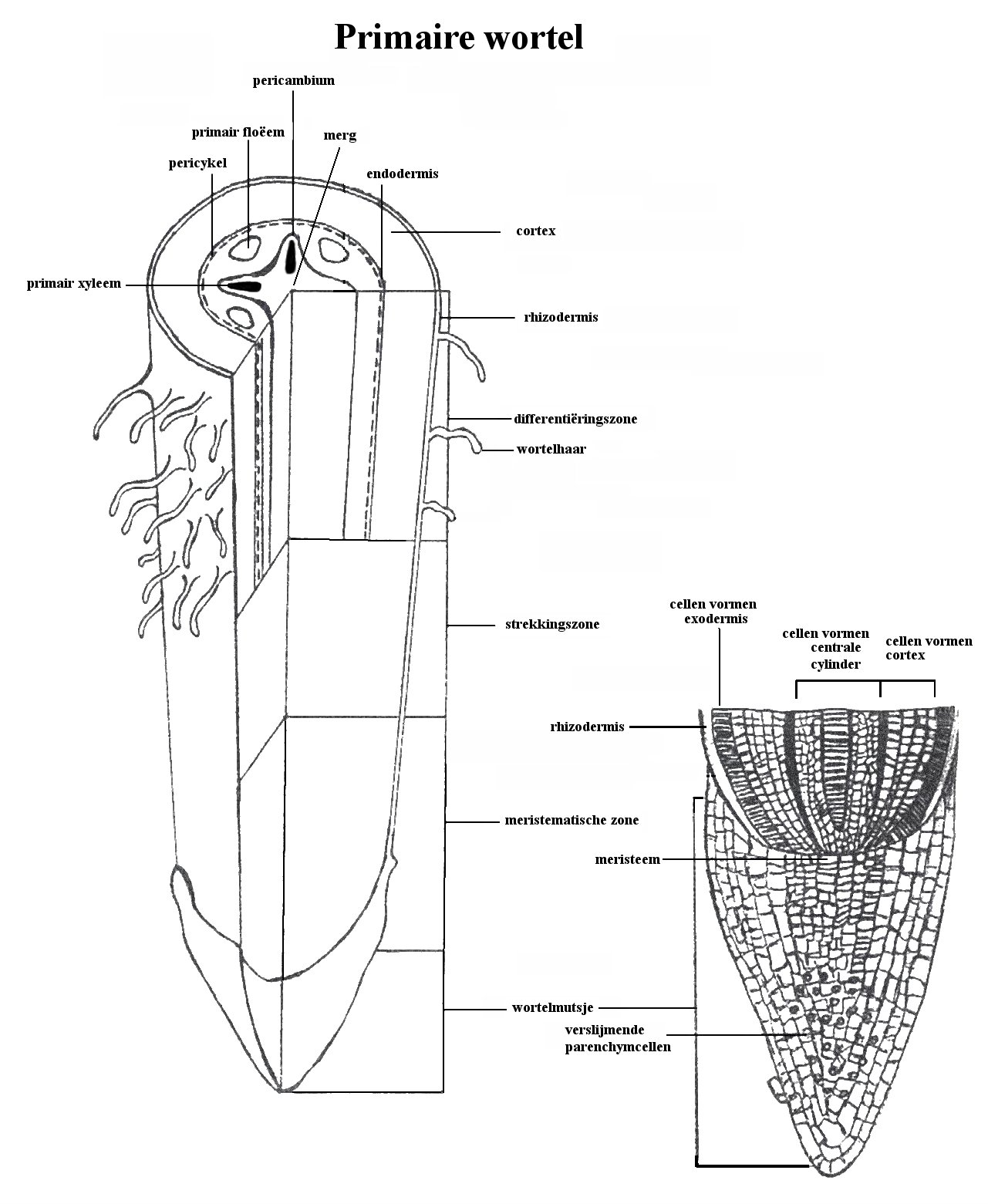
Schematische lengtedoorsnede primaire wortel